# Theodor Danetti
Theodor Danetti (Corabia,  23 de agosto de 1926 - Bucareste, 16 de janeiro de 2016) foi um ator romeno.
Trabalhou em mais de 40 papeis cinematográfico e interpretou inúmeros personagens clássicos no teatro romeno, onde começou a trabalhar na década de 1950, depois de se formar em Artes Cênicas na "Caragiale Academy of Theatrical Arts and Cinematography", em Bucareste.
Sua estréia no cinema aconteceria em 1953, quando trabalhou no filme "Balcescu". Balcescu era um projeto que homenagearia Nicolae Balcescu nos 100 anos de sua morte, mas o filme nunca foi acabado.
Trabalhando em produções romenas, europeias e americanas, seu nome é creditado em filmes como: Ciuleandra, Amen., Elvira's Haunted Hills, Youth Without Youth, Mar Nero entre outros.
Seu último filme foi The Dot Man, dirigido por Bruno Coppola e lançado em 2017.

## Morte
Morreu em Bucareste em janeiro de 2016 aos 89 anos.